# Jessica Livingston
Jessica Livingston, née en 1971, est une partenaire fondatrice américaine de la société de capital-risque Y Combinator et auteure,.

## Biographie
Avant de fonder Y Combinator, Jessica Livingston était vice-présidente du marketing chez Adams Harkness Financial Group.
Début 2007, Livingston a écrit Founders at Work: Stories of Startups' Early Days, un recueil d'entretiens avec de célèbres fondateurs de startups, dont Steve Wozniak.
En 2008, elle épouse Paul Graham, cofondateur de Y Combinator.
En 2015, Jessica Livingston est l'un des bailleurs de fonds d'OpenAI, une société à but lucratif visant le développement sécurisé de l'intelligence artificielle générale. Sam Altman, l'actuel PDG d'OpenAI, attribue à Livingston un rôle essentiel dans la transformation de Y Combinator en écosystème de startups.

## Publications
- Les plus grandes réussites du web : genèse des entreprises et créateurs qui ont marqué l'histoire [« Founders at work »]  (trad. de l'anglais américain par Hayet Dhifallah et Judith Strauser), Issy-les-Moulineaux, ESF éditeur, coll. « Management. Les guides : pratique du management », 2008, 2019, 408 p. (ISBN 978-2-7101-1958-6 et 978-2-8104-2823-6, ISSN 1771-9895, OCLC 474893162, BNF 46504658, SUDOC 126485208).